# マチルダ (ミュージカル)
『マチルダ』 (Matilda the Musical ) は、ロアルド・ダールによる児童文学作品『マチルダは小さな大天才』を基にしたミュージカル。デニス・ケリーの脚本、ティム・ミンチンの作詞作曲による。卓越した天才的頭脳と超能力に目覚めた少女マチルダが家族や学校による障壁を克服し、また担任教師が人生を取り戻すことを手伝う物語。2010年11月から2011年1月の12週間、ストラトフォード＝アポン＝エイヴォンのロイヤル・シェイクスピア・カンパニー(RSC)による試験興行の後、2011年11月24日からウェスト・エンドにあるケンブリッジ・シアターにて開幕し、その後2013年4月11日からブロードウェイにあるシュバート・シアターにて開幕した。
『マチルダ』は広く批評家の称賛を得て、興行収入の上でも成功し、2012年のローレンス・オリヴィエ賞において新作ミュージカル作品賞を含む7部門を受賞し、当時最多受賞となった。2013年のオリヴィエ賞においてストレートプレイ『夜中に犬に起こった奇妙な事件』は同数受賞の記録を作ったが、ミュージカルでは『マチルダ』が最多受賞記録を保持している。2013年のトニー賞においてミュージカル脚本賞を含む5部門を受賞した。
『マチルダ』は現在、ロンドンのウエスト・エンド、ニューヨークのブロードウェイ、オーストラリアのシドニーの他、全米ツアー公演で上演されている。

## プロダクション

### ストラトフォードおよびロンドン
2009年、RSCは『マチルダは小さな大天才』のミュージカル化の計画を発表し、脚本家にデニス・ケリー、作詞作曲にティム・ミンチン、演出家にマシュー・ウォーカス、編曲および音楽監督にクリス・ナイティンゲイル、装置デザインにロブ・ハウエル、特殊効果にポール・キーヴと契約した。イングランドのストラトフォード＝アポン＝エイヴォンにあるコートヤード・シアターにて2010年11月9日からプレビュー公演が行われ、12月9日に正式に開幕した。ピーター・ダーリングが振付を担当した。トランチブル校長役にバーティ・カーヴル、マチルダの父役にポール・ケイ、母役にジョジー・ウォーカー、ミス・ハニー役にローレン・ウォードが配役された。アドリアナ・バートラ、ジョジー・グリフィス、ケリー・イングラムの子役3名がマチルダ役のトリプル・キャストとなった。2011年1月30日、当初の予定通り閉幕した。

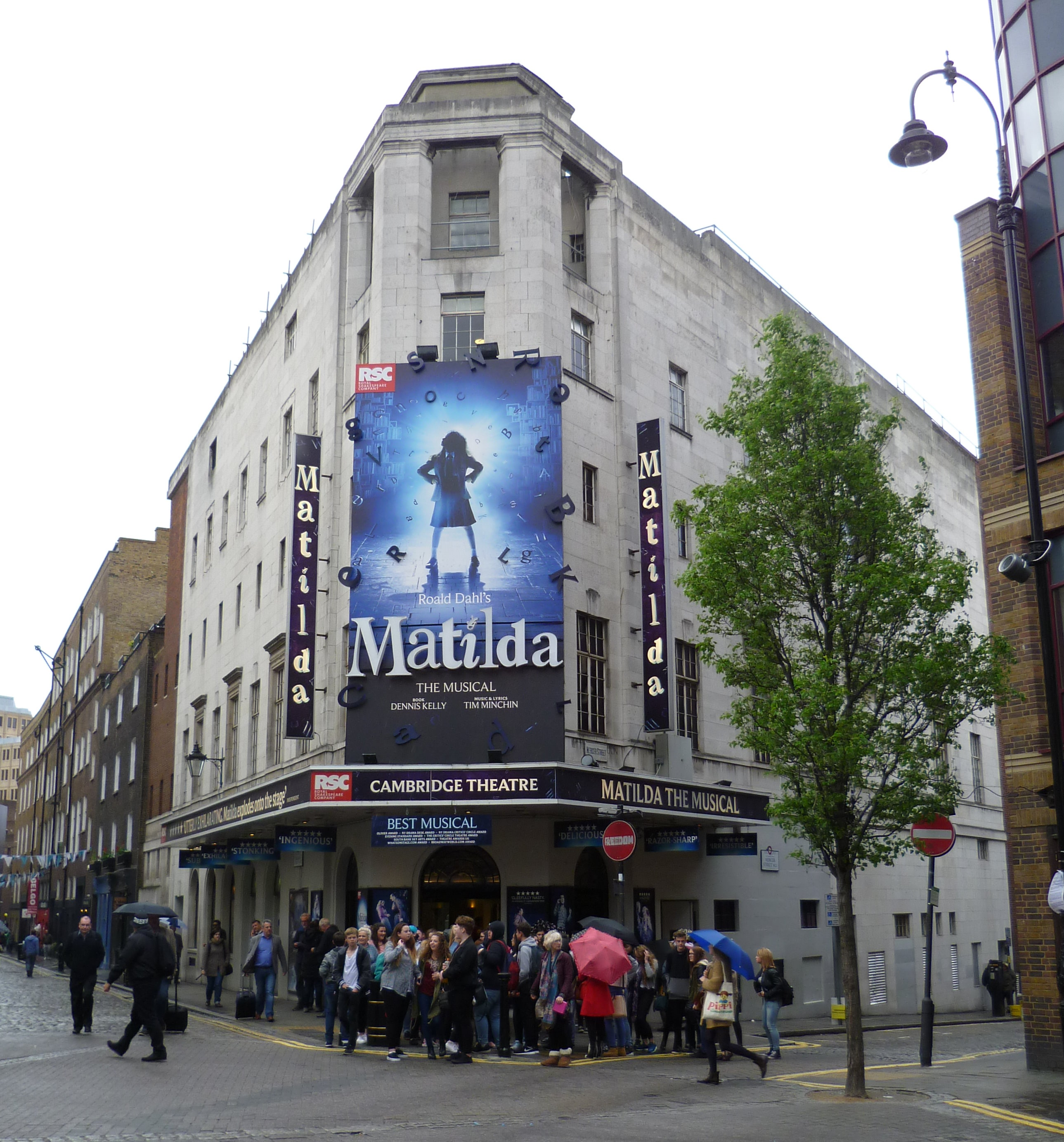
2011年よりロンドンのウエスト・エンドにあるケンブリッジ・シアターにて上演

2011年、ウエスト・エンドに進出し、ロンドンのケンブリッジ・シアターで上演された。2011年10月18日にプレビュー公演が開幕する予定であったが、舞台装置設置の遅延により10月25日に延期された。正式な開幕は11月22日から24日に延期された。このロンドン公演は一様に評価が高く、特に父役のケイと校長役のカーヴルはその演技で高い評価を得た。ストラトフォード公演での大人の出演者の多くがロンドン公演でも再演した。マチルダ役ではストラトフォード公演からの再演はケリー・イングラムのみで、他にエレノア・ワーシントン・コックス、クレオ・ディミトリオ、ソフィア・キーリーがローテーションで出演した。
2011年10月、イギリスのシアター・アワードでミュージカル作品賞および男優賞(バーティ・カーヴル)を受賞し、翌11月、イヴニング・スタンダード賞のネッド・シェリン賞ミュージカル作品賞を受賞した。2012年、ローレンス・オリヴィエ賞にて10部門にノミネートされた。授賞式にてマチルダ役4名が劇中の『Naughty 』のシーンを演じた。『マチルダ』は新作ミュージカル賞、演出賞(ウォーカス)、ミュージカル男優賞(カーヴル)、ミュージカル女優賞(マチルダ役4名全員)、振付賞(ダーリング)、装置デザイン賞(ハウエル)、音響デザイン賞(ベイカー)の7部門を受賞した。オリヴィエ賞36年の歴史上最高の受賞数となった。
2012年4月、父役のケイが降板してスティーヴ・ファーストが、母役のウォードが降板してヘイリー・フラーティが後任となった。ロンドン公演マチルダ役オリジナル・キャストのイングラムとキーリーが降板し、ジェイド・マーナーと、ロンドン公演でアマンダ役を演じたイゾベル・モロイが後任となった。7月にトランチブル校長役のカーヴルが降板し、デイヴィッド・レナードが後任となったが怪我のため8月まで出演できなかった。この時期の出演者交代により、マチルダ役4名はルーシー・メイ・ビーコック、ヘイリー・キャナム、クロエ・ホーソーン、ララ・ウォリントンとなった。
2012年11月19日、ロンドン公演出演者は第100回『ロイヤル・バラエティ・パフォーマンス』に招聘され、12月3日、ITVで放送された。クロエを中心に『When I Grow Up 』、『Naughty 』を演じ、他のマチルダ役3名は語り部分に登場した。
2013年3月、ヘイリー・キャナムが降板し、エリズ・ブレイクとクリスティナ・フレイが後任となった。同年5月、ルーシー・メイ・ビーコックが降板した。2013年9月、マチルダ役のクロエ・ホーソーンの他、大人の出演者のほとんどが交代した。マチルダ役にロリー・マッケンジーとジョージア・ペンバートンの2名が新たに加わった。9月29日、マチルダ役のララ・ウォリントンが降板し、彼女のマチルダ役の在任期間が他のマチルダ役と比較して最長となった。
2013年、チャリティ番組『チルドレン・イン・ニード』に出演した。ジョージアがマチルダ役で、一行はメドレーを披露した。
2014年3月、大幅な出演者の交代が行われ、マチルダ役はロリー・マッケンジーのみが残留した。3月9日にエリズ・ブレイクが降板してタシャ・チャプルが後任となり、フレイとペンバートンが降板してカラ・ジェンキンスとロッティ・シシリアが後任となった。
9月7日にマッケンジー、10月5日にジェンキンスが降板し、マチルダ・シェイプランドとヴァイオレット・タッカーが後任となった。シェイプランドはこれまで『レ・ミゼラブル』に出演しており、一方タッカーにとってこれがウエスト・エンド・デビューとなった。2015年3月の出演者の交代においてマチルダ役はシェイプランドとタッカーのみが残留した。チャプルとシシリアが他の子役と共に降板し、マチルダ役にはアナ・ルイズ・ナイトとララ・マクドネルが後任となった。2015年9月の出演者の交代においてマチルダ役のシェイプランドとタッカーが降板し、エヴィ・ホーンとリジー・ウエルズが後任となった。

### ブロードウェイ
2012年2月29日、RSCは2013年9月にブロードウェイに進出することを発表した。アメリカナイズするべきという圧力がありながら、舞台をイングランドのままで上演することになった。2012年7月19日、シュバート・シアターにおいて2013年3月4日にプレビュー公演が開幕し、4月11日に正式に開幕することが発表された。イギリス初演時のトランチブル校長役のバーティ・カーヴルとミス・ハニー役のローレン・ウォードが再演した。ウエスト・エンド公演のテッド・ウィルソンが再びエリック役を演じた。2012年11月15日、AP通信は9歳のソフィア・ジェニュサと10歳のオーナ・ローレンス、ベイリー・リオン、ミリー・シャピロがマチルダ役でブロードウェイ・デビューすることを報じた。

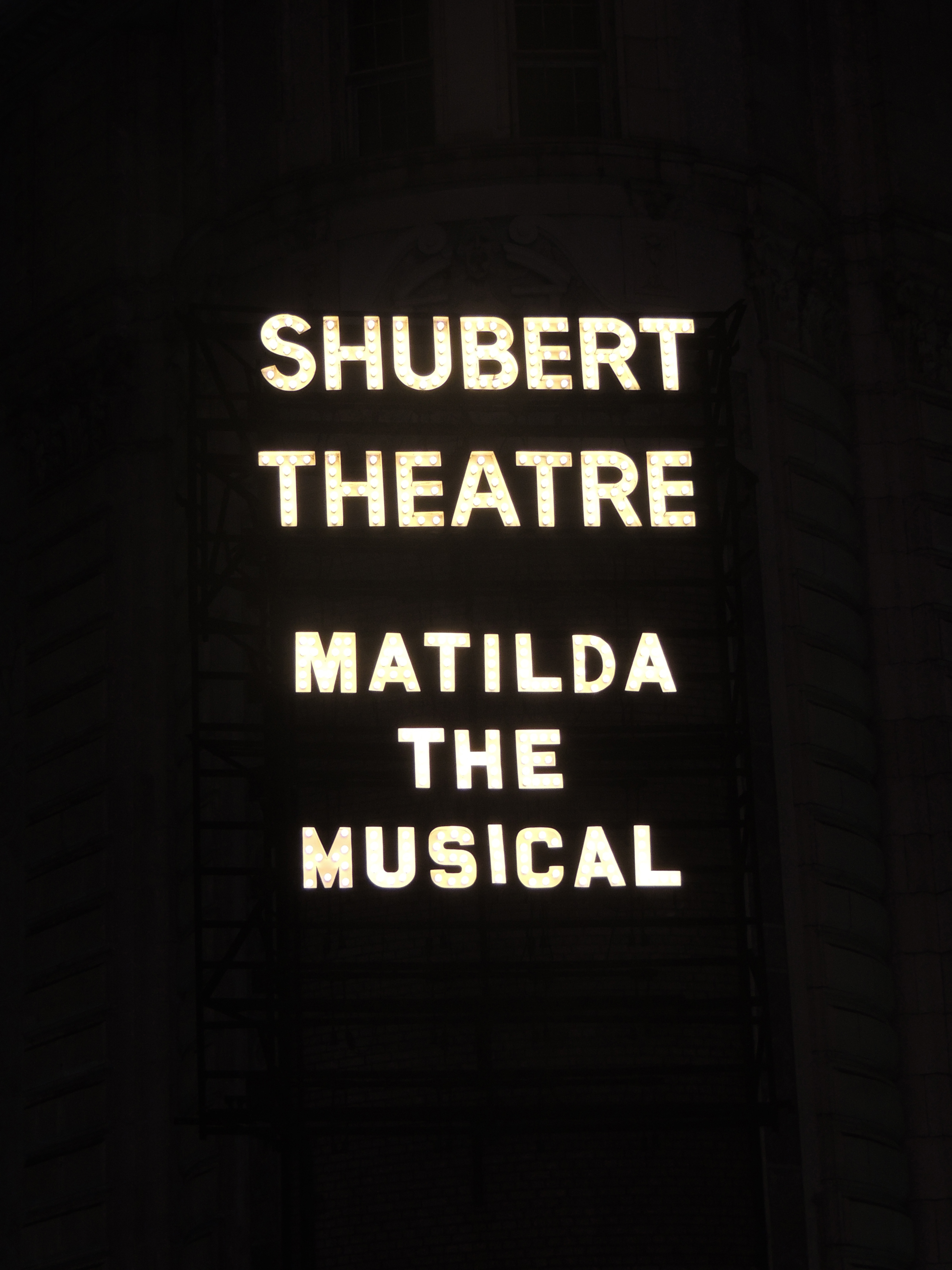
シュバート・シアターの看板

ブロードウェイでの製作に1,600万ドルを費やし、2013年4月11日にジェニュサがマチルダ役で開幕する予定となった。ロンドン公演より、アメリカの観客に合わせて歌詞を変更し、劇場の1階席でのシーンを増やすなど小さな変更があった。ブロードウェイ公演では開幕前に序曲が流れる。
2013年9月1日、カーヴルとウォードは降板し、ジル・ペイスがミス・ハニー役の後任となった。9月17日、怪我から回復したクレイグ・ビアーコがトランチブル校長役の後任となった。2013年10月、シュバート・シアターの興行収入記録を更新した。11月19日、ビアーコはリハーサル中の肩の怪我による体調面から降板することが発表された。2014年1月までトランチブル校長役の代役であったクリス・ホッチが後任となった。
11月25日、『ウォール・ストリート・ジャーナル』紙はマチルダ役オリジナル・キャストが以降2ヶ月以内に降板することを報じた。12月11日、ペイジ・ブレイディ、ガブリエラ・ピゾロ、リプリー・ソボ、エイヴァ・ウロアがマチルダ役の後任となった。ソボは以前『ONCE ダブリンの街角で』に出演したことがあるが、他3名はこれがブロードウェイ・デビューとなった。彼女らは数週間の稽古の後、初登場することになった。12月、ローレンスとジェニュサが降板し、1月、リオンとシャピロが降板した。12月にブレイディとピゾロが初出演し、1月にソボとウロアが初出演した。
1月31日、クリストファー・シーバーがトランチブル校長役、マット・ハリントンが父役を担当することが報じられた。3月4日にハリントンが初出演し、3月18日にシーバーが初出演する予定であったが、リハーサル中の手の怪我により4月に延期された。シーバー休演中は代役のベン・トンプソンが出演した。4月18日、シーバーがようやく初出演を迎えた。
8月21日、マチルダ役4名が降板し、トリ・ファインスタイン、エリザ・ホランド・メイドア、ブルックリン・シャック、フィナ・ストラザが後任となった。メイドアは『ONCE ダブリンの街角で』、シャックは『アニー』に出演したことがあるが、ファインスタインとストラザにとってこれがブロードウェイ・デビューとなった。8月にブレイディとソボが降板し、9月にウロアとピゾロが降板した。8月にストラザとシャックが初出演し、9月にメイドアとファインスタインが初出演した。ブロードウェイ公演開幕から1年半以上経った12月、製作費1,600万ドルを取り戻した。
7月7日から21日、マチルダ役の4名が降板してマティア・コンフォティ、ライリー・マクドナルド、ミミ・ライダー、アレキサンドラ・ヴレイコスが後任となった。9月8日、アリソン・ケースがミス・ハニー役、エイミー・スパンガーが母役、リック・ホームズが父役、ナタリー・ベルコンがミセス・フェルプス役の後任となった。

### 全米ツアー公演
2013年6月1日、ティム・ミンチンはインタビューの中で全米ツアー公演準備中であることを明かした。再度RSCのプロデュースにより、2015年5月にコネチカット州ニューヘイヴンにあるシュバート・シアターで技術リハーサルが始まり、6月7日、カリフォルニア州ロサンゼルスにあるアーマンソン・シアターで正式に開幕した。カリフォルニア州サンフランシスコにあるSHNオルフェウム・シアター、ワシントン州シアトルにある5番通りシアター、テキサス州ダラスにあるAT&Tパフォーミング・アーツ・センター、ワシントンD.C.にあるジョン・F・ケネディ・センター・オペラ・ハウス、フロリダ州タンパにあるストラツ・センター・フォー・ザ・パフォーミング・アーツなどで公演することが発表された。4月21日、第1回全米ツアー公演の配役が発表され、マチルダ役にギャビー・ガティレツ、ミア・シンクレア・ジェネス、メイベル・タイラーが配役された。ミス・ハニー役にジェニファー・ブラッド、父役にクイン・マットフィールド、トランチブル校長役にブライス・ライネス、母役にキャシー・シルヴァが配役された。

### オーストラリア
2013年7月、ミンチンは2015年にオーストラリア公演を企画していると語った。2014年2月26日、2015年7月28日から2016年1月31日までシドニー・リリック・シアターで上演することが発表された。ルイズ・ウィザーズがプロデュースを担当することになった。2014年10月にチケットが発売されることがウォルシュ・ベイのピア2/3で発表され、ミンチンの他、インターナショナル・エグゼクティヴ・プロデューサーのアンドレ・タジンスキー、ニューサウスウェールズ州副知事アンドリュー・ストナー、シドニーの出版社が出席した。
2015年3月、父役にダニエル・フレデリクソン、母役にマリカ・オーブリー、ミス・ハニー役にエリス・マケイン、トランチブル校長役にジェイムズ・ミラーが配役されたことが発表された。1か月後、9歳のモリー・バーウィック、11歳のサシャ・ローズ、10歳のジョージア・タプリン、11歳のベラ・トーマスがマチルダ役でデビューすることが発表された。その後他の出演者が発表された。
10月11日、シドニー公演終了から6週間後の2016年3月13日にメルボルンにあるプリンセス・シアターで開幕することが発表された。

## あらすじ

### 第1幕
子供たちがコーラスで自身の両親たちの素晴らしさを自慢する。社交ダンスに夢中のワームウッド夫人が病院を訪れるが、自分が妊娠9ヶ月であることに無関心である。その後夫人はマチルダという名の女の子を出産する。医師はこれまで見た子供の中でもマチルダが最も美しいと思うが、夫人は出場できなかった社交ダンスコンテストのことで頭がいっぱいである。中古車販売員でテレビ中毒の夫ワームウッドは男の子が欲しかったが、醜いと言って子供を退け、娘を受け入れられない("Miracle")。
5年後、マチルダ・ワームウッドは熱心な読書家となったが、両親と兄マイケルと暮らしていることが不幸に感じる。ワームウッド夫妻はマチルダの才能に無関心で、しばしば マチルダを馬鹿にし、言葉で虐待する。父はロシアの実業家に150台の中古車を売ろうとしており、客をいかに騙して欠陥車を売りつけるか自慢し、マチルダはそれが不正であると訴える。マチルダは自室に戻り、膨大な本の中から選んで読書を始める。マチルダは本の中の物語から着想を得て、復讐として母の過酸化水素を父のヘア・オイルに混入させ、父の髪は明るい緑色になる("Naughty")。
地元の図書館にてマチルダはミス・ハニーと出会う。マチルダは司書のミセス・フェルプスに、子供に恵まれない世界で有名なアクロバットと脱出術師のカップルについての物語を語る。2人は悲しみを紛らわせるため、国際的メディアにエキサイティングで危険な演技を披露すると発表する。ミセス・フェルプスは その後どうなるのか尋ねるが、マチルダはその後の話はまだ作っておらず、また話に来ると語る。
翌日、マチルダは学校に初登校する。年長の生徒は学校は楽しくなく、監獄のようだと話す("School Song")。ミス・ハニーが担任として登場し、すぐにマチルダの大人びた行動や才能に感銘を受ける。ミス・ハニーは校長にマチルダの飛び級を提案する決心をする。しかしミス・ハニーは校長室の前で怯える("Pathetic")。入室すると、子供嫌いで厳格でオリンピックのハンマー投チャンピオンのトランチブル校長はミス・ハニーの提案を却下し、規則に沿うことが重要だと説教する("The Hammer")。
マチルダの自宅では父がロシアの富裕層への使い古しの車の売却に失敗してイライラしている。父はイライラをマチルダにぶつけ、マチルダが借りてきた図書館の本を壊し("Naughty (リプライズ)")、マチルダは復讐で父の帽子に接着剤を塗る。
マチルダは学校で同級生のラヴェンダーと友達になり、トランチブル校長が反抗的な子供を内側に棘の並ぶ小さな食器棚に何時間も閉じ込める「チョーキー」など残酷な罰を行なうことを知る("The Chokey Chant")。トランチブル校長の椅子に糖蜜をこぼした罪を責められ、ナイジェルは他の子供たちから後ろに校長が立っていると警告される。その様子を見ていたマチルダは不公平だとしてナイジェルを救出する決心をする。トランチブル校長の足音が聞こえ、マチルダはナイジェルに上着を掛けて隠そうと他の子供たちに語る。トランチブル校長がマチルダにナイジェルの居所を尋ねる。マチルダはナイジェルはナルコレプシーで眠ってしまったため上着をかけてやったと語り、ここで1時間以上寝ているため椅子に近付くことはできなかったと語る。トランチブル校長はこれを信じ、怒りの矛先を他の生徒のアマンダに向け、おさげを掴んで振り回し、ハンマー投げの要領でグランドの向こうに飛ばす。
ミス・ ハニーはマチルダを上級クラスへ進級させることを提案するため家庭訪問をすることを決める。ミス・ハニーはマチルダの母とダンス・パートナーのルドルフォに会う。ミス・ハニーはマチルダの母が娘の知性に無関心であることを知る。マチルダの母はミス・ハニーとマチルダが本や勉強に夢中になっていることをあざ笑う("Loud")。マチルダの家を出て、ミス・ハニーはマチルダを助けられなかったことに絶望し、非力を感じる("This Little Girl")。
マチルダは図書館に戻り、ミセス・フェルプスにカップルの話の続きをする。子供を怖がらせることが好きなハンマー投げの元世界チャンピオンのアクロバットの姉妹はカップルの公演を設定する。脱出術師はアクロバットが娘を身籠ったため公演を中止すると発表する。観客は沸き立つが、アクロバットの姉妹は観客への払い戻し金が発生するため激怒する。アクロバットの姉妹は公演をしなければ契約違反で刑務所行きと迫る。その後の話はまだ作っておらず、マチルダはミセス・フェルプスにまた話しに来ると語る。
学校でマチルダの同級生のブルース・ボグトロッターがトランチブル校長の個人所有のチョコレートケーキをつまみ食いする。トランチブル校長はブルースに同級生が見ている前でホールケーキを完食させる罰を課す。ミス・ハニーと同級生全員がブルースを励ます("Bruce")。ブルースは完食し、同級生はブルースの成功を祝福するが、トランチブル校長はブルースを引き摺りチョーキーに入れさせる。マチルダは「そんなのおかしい」と叫ぶ。

### 第2幕
マチルダの父は観客に読書よりテレビを薦める("Telly")。ラヴェンダーは観客にトランチブル校長の水差しにイモリを入れる計画を明かす。グランドで子供たちはどんな大人になりたいか歌う("When I Grow Up")。
マチルダは図書館に戻り、ミセス・フェルプスにアクロバットと脱出術師のカップルの話の続きをする。契約通りに上演するが、アクロバットは重傷を負い、出産直後に亡くなる。脱出術師は娘の世話のためアクロバットの姉妹を家に住まわせる。脱出術師はアクロバットの姉妹が陰で娘に残酷な仕打ちをし、召使いのように扱い、言葉上でも肉体的にも虐待をしていることを知らない。マチルダはその後の話をまだ作っておらず、また戻って話を終わらせる約束をする。
マチルダの父が帰宅し、スピードメーターに電動ドリルで細工してロシアの富裕層に使い古しの車を売ることに成功して喜ぶ("sic")。マチルダは父の詐欺にうんざりして怒鳴ると、父はマチルダを自室に閉じ込める。その夜、マチルダはアクロバットと脱出術師の話の続きを考える。アクロバットの姉妹の残虐行為は年々酷くなり、ある日殴って地下室に閉じ込め放置する。その夜脱出術師が予定より早く帰宅し、虐待を知る。脱出術師は娘を慰めるためにいつも一緒にいると約束する("I'm Here")。娘が眠ると怒り心頭の脱出術師はアクロバットの姉妹のもとへ急ぐが、その後脱出術師は姿を現すことはなかった。
翌日、トランチブル校長は自分に反抗しようとしている生徒を厳罰に処すためミス・ハニーのクラスにやってくる("The Smell of Rebellion")。トランチブル校長はラヴェンダーが水差しに入れたイモリを見つけ、すでに別件で怒られていたエリックに罪を問い、罰を与える。これに納得いかないマチルダはトランチブル校長に怒鳴る。激怒したトランチブル校長はマチルダに言葉の暴力を浴びせる。マチルダの怒りは頂点に達し、観客にどんな気持ちか訴える("Quiet")。マチルダは思った通りに物を動かす超能力を発揮し、水差しを割るとイモリはトランチブル校長に飛びつく。イモリを恐れるトランチブル校長は出て行く。ミス・ハニーは子供たちにトランチブル校長が戻る前に家に帰るよう促す。子供たちが帰ると、マチルダは自分の超能力をミス・ハニーに見せ、驚いたミス・ハニーはマチルダを家でお茶に招待する。
ミス・ハニーは家でマチルダに子供時代に両親が亡くなった後叔母のもとで育ち残酷な虐待を受けていたことを明かす。ミス・ハニーは農場の古い小屋を隠れ家にし、この廃屋に引っ越して住むことにしたのだ。にもかかわらずミス・ハニーは幸せを見付けている("My House")。ミス・ハニーは自身の話をしてスカーフを取り出すと、マチルダはアクロバットと脱出術師の話と同じものであることに気付く。マチルダは自分が考え出した物語はミス・ハニーが子供の頃に経験した実際の話と同じことに気付く。マチルダは脱出術師はミス・ハニーの父マグナスで、残酷な叔母はトランチブル校長だと気付く。マチルダはマグナスがトランチブル校長を追った後、トランチブル校長はマグナスを殺害したと推測する。
学校でトランチブル校長は子供たちにスペリング・テストを受けさせ、1問でも間違えばチョーキーにかけると脅す。子供たちはなかなか間違わず、トランチブル校長はラヴェンダーを罰にかけようと単語を作り上げる。ラヴェンダーがスペルを間違え、トランチブル校長はラヴェンダーをチョーキーに連れて行こうとすると、チョーキーに複数の人数をかけさせることはできないため同級生たちは簡単な単語を故意に間違える。チョーキーを増やしたトランチブル校長はこれを意に介さない。トランチブル校長が子供たちに怒鳴ると、マチルダは超能力を使ってマグナスの幽霊を装い黒板に娘に家を返さなければ自分を殺したようにトランチブル校長を殺すと書き、トランチブル校長は学校から逃げ出して二度と戻っては来なくなり、子供たちは自由を祝う("Revolting Children")。
図書館でミス・ハニーとミセス・フェルプスはその後を語りあう。トランチブル校長が去った数日後、ミス・ハニーの両親が遺した遺産が見つかる。両親は全ての金銭と邸宅を娘に遺していたのだ。担任の仕事だけでなく、ミス・ハニーは新たな校長となり、子供たちがより学びやすい環境を作る。マチルダは超能力を使う必要がなくなったためその能力を失う。ミス・ハニーは多くの人々を助けるマチルダが愛のない家庭にまだいることに心を痛める。
ワームウッド家はパニックになりながら図書館にやってきて、ロシアの富裕層が車の欠陥に気付き父を追っているためマチルダにスペインに共に逃げなければならないと告げる。マチルダは同行したくなく、ミス・ハニーは父にマチルダが自分と共に住めるように頼むが、結論を出す前にマフィアが到着する。マフィアのリーダーのセルゲイはマチルダがロシア語で話しかけたためその知性に感銘を受ける("This Little Girl (リプライズ)")。マチルダがロシア語で語った通り、セルゲイは家族に危害を与えないことに同意し、二度とマチルダの父とは契約しないと語る。マチルダの父はマチルダをミス・ハニーと暮らすことに同意し、マチルダは父に感謝し握手する。一家はルドルフォと共に去る。
マチルダとミス・ハニーは一家が去ったことに気付かずハグをし、ミス・ハニーの新居がシルエットで浮かび上がる。出演者はスクーターで登場し、どんな大人になるか想像を続ける("When I Grow Up (リプライズ)").

## 使用楽曲
| 第1幕 - "Overture" – オーケストラ - "Miracle" – 子供たち, エンタテイナー, 医師, ミセス・ワームウッド, ミスター・ワームウッド, マチルダ, カンパニー - "Naughty" – マチルダ - "Story 1: Once Upon A Time" – マチルダ, ミセス・フェルプス, アクロバット, 魔術師Escapologist - "School Song" – 子供たち, 年長の子供たち - "Pathetic" – ミス・ハニー - "The Hammer" – トランチブル校長, ミス・ハニー, 子供たち - "Naughty" (リプライズ) – マチルダ - "The Chokey Chant" – 年長の子供たち - "Loud" – ミセス・ワームウッド, ルドルフォ, カンパニー - "This Little Girl" – ミス・ハニー - "Story 2: The Great Day Arrived..." – マチルダ, ミセス・フェルプス, 魔術師, アクロバット・シスター - "Bruce" – 子供たち | 第2幕 - "Telly" – Mr. Wormwood, Michael - "Entr'acte" – Orchestra - "When I Grow Up" – 子供たち, ミス・ハニー, マチルダ, カンパニー - "Story 3: The Trick Started Well..." – マチルダ, ミセス・フェルプス, アクロバット, 魔術師 - "Story 4: I'm Here" – マチルダ, 魔術師 - "The Smell of Rebellion" – トランチブル校長, 子供たち - "Quiet" – Matilda - "My House" – ミス・ハニー, 魔術師 - "Revolting Children" – 子供たち, 年長の子供たち - "This Little Girl" (リプライズ)# – セルゲイ - "When I Grow Up" (リプライズ) – 全員 |

#キャスト・レコーディングには含まれない
演奏楽器はキーボード、リード楽器、金管楽器、弦楽器、打楽器など10から13種類が使用されている。上演時間は休憩を1回挟んで計2時間40分である。"Overture" はブロードウェイ公演のみ、"Entr'acte" はロンドン公演のみで演奏されているが、最後の小節は次の曲 "When I Grow Up" に組み込まれている。

### 編成
| ストラトフォード | ウエスト・エンド | ブロードウェイ |
| --- | --- | --- |
| - リード 1 : フルート, アルト・サクソフォン, クラリネット - リード 2 : テナー・サクソフォン, クラリネット, バス・クラリネット                             | - リード 1 : フルート, アルト・サクソフォン, クラリネット - リード 2 : テナー・サクソフォン, クラリネット, バス・クラリネット                                                         | - リード 1 : フルート, アルト・サクソフォン, クラリネット - リード 2 : テナー・サクソフォン, クラリネット, バス・クラリネット |
| - トランペット 1 (フリューゲルホルンと持ち替え) - トランペット 2 (フリューゲルホルン、コルネットと持ち替え) - トロンボーン (バス・トロンボーンと持ち替え) | - トランペット 1 (フリューゲルホルン、ピッコロ・トランペットと持ち替え) - トランペット 2 (コルネット、ピッコロ・トランペットと持ち替え) - トロンボーン (バス・トロンボーンと持ち替え) | - トランペット 1 - トランペット 2 - トロンボーン (バス・トロンボーンと持ち替え)                                               |
| - パーカッション | - ドラムキット/パーカッション | - ドラムキット/パーカッション                                                                                                 |
| - ギター - チェロ - ベース・ギター/ダブル・ベース | - ギター - チェロ - アップライト・ベース/エレクトリック・ベース | - ギター - ヴァイオリン I - ヴァイオリン II - ヴィオラ (ヴァイオリン IIIと持ち替え) - チェロ - ベース                         |
| - 2 キーボード | - 2 キーボード | - 2 キーボード |

## レコーディング
2011年9月、ストラトフォード公演オリジナル・キャストによるキャスト・アルバムのCDがリリースされ、1か月後デジタル配信された。"When I Grow Up" (リプライズ)の後に隠しトラックとして語りが入っている。実際の公演ではこの語りは "Quiet" 前後に一部聞こえるものが、全編収録されている。2013年9月22日、新たなブロードウェイ公演オリジナル・キャスト版のCDがリリースされた。"The Chokey Chant" が収録されるなど、イギリス版より曲数が多い。デラックス版にはマチルダのアクロバットや魔術師の物語、ストラトフォードのプレビュー公演で時間短縮のためカットされたセルゲイが歌う "Perhaps a Child"、マチルダ役4名による "Naughty" などが収録されている。

## 主要な役およびオリジナル・キャスト
| キャラクター               | オリジナル・ストラトフォード・キャスト                             | オリジナル・ウエスト・エンド・キャスト                                                      | オリジナル・ブロードウェイ・キャスト                                    | オリジナル・オーストラリア・キャスト                                                  | 全米ツアー・キャスト                                                                  |
| -------------------------- | ------------------------------------------------------------------ | ------------------------------------------------------------------------------------------- | ----------------------------------------------------------------------- | ------------------------------------------------------------------------------------- | ------------------------------------------------------------------------------------- |
| マチルダ・ワームウッド     | アドリアナ・バートラ ジョシー・グリフィス ケリー・イングラム       | クレオ・ディミトリオ エレノア・ワーシントン・コックス ソフィア・キーリー ケリー・イングラム | ソフィア・ジェヌサ オーナ・ローレンス ベイリー・リオン ミリー・シャピロ | モリー・バーウィック サシャ・ローズ ジョージア・タプリン ベラ・トーマス               | ギャビー・ガティレツ ミア・シンクレア・ジェネス メイベル・タイラー                    |
| ミス・アガサ・トランチブル | バーティ・カーヴル                                                 | バーティ・カーヴル                                                                          | バーティ・カーヴル                                                      | ジェイムズ・ミラー                                                                    | ブライス・ライネス                                                                    |
| ミス・ジェニファー・ハニー | ローレン・ウォード                                                 | ローレン・ウォード                                                                          | ローレン・ウォード                                                      | エリス・マケイン                                                                      | ジェニファー・ブラッド                                                                |
| ミスター・ワームウッド     | ポール・ケイ                                                       | ポール・ケイ                                                                                | ゲイヴリエル・エバート                                                  | ダニエル・フレデリクソン                                                              | クイン・マトフェルド                                                                  |
| ミセス・ワームウッド       | ジョシー・ウォーカー                                               | ジョシー・ウォーカー                                                                        | レスリー・マーゲリタ                                                    | マリカ・オーブリー                                                                    | キャシー・シルヴァ                                                                    |
| マイケル・ワームウッド     | ピーター・ハウ                                                     | ピーター・ハウ                                                                              | テイラー・トレンシュ                                                    | ダニエル・レイソ                                                                      | ダニー・ティガー                                                                      |
| ミセス・フェルプス         | メラニー・ラ・バリー                                               | メラニー・ラ・バリー                                                                        | カレン・アルドリッジ                                                    | クレ・モーガン                                                                        | オラ・ジョーンズ                                                                      |
| コック                     | ヴェリティ・ベンサム                                               | ヴェリティ・ベンサム                                                                        | ベツィ・ストラクスネス                                                  | レイチェル・コール                                                                    | ステファニー・マーティグネティ                                                        |
| 魔術師a                    | マシュー・モルトハウス                                             | マシュー・モルトハウス                                                                      | ベン・トンプソン                                                        | グレン・ヒル                                                                          | ジャスティン・パッカード                                                              |
| セルゲイ                   | アリステア・パーカー                                               | アリステア・パーカー                                                                        | ジョン・サンダース                                                      | スティーブン・アンダーソン                                                            | アイアン・マイケル・スチュアート                                                      |
| 取り巻きの男               | マーク・アントリン ニック・サール                                  | マーク・アントリン ニック・サール                                                           | タイン・ジャスパーソン ライアン・スティール                             | アンドリュー・クック イーライ・クーパー                                               | ジョン・マイケル・フューメラ ダリアス・ライト                                         |
| 取り巻きの女               | -                                                                  | ルーシー・サッチャー                                                                        | タミカ・ソニア・ローレンス                                              | ナディア・コマゼック                                                                  | ショニカ・グーデン                                                                    |
| アクロバット               | エミリー・ショウ                                                   | エミリー・ショウ                                                                            | サマンサ・スターム                                                      | クリスティナ・ダゴスティノ                                                            | ウェズリー・フォーンチャー                                                            |
| 教師                       | マイケル・ルース                                                   | ティム・ウォルトン                                                                          | -                                                                       | -                                                                                     | -                                                                                     |
| 医師                       | マイケル・ルース                                                   | ティム・ウォルトン                                                                          | ジョン・アーサー・グリーン                                              | リース・バディン                                                                      | アイアン・マイケル・スチュアート                                                      |
| パーティ・エンタテイナー   | -                                                                  | -                                                                                           | ジョン・サンダース                                                      | スティーブン・アンダーソン                                                            | ジェイケス・アンドレ・シムズ                                                          |
| ルドルフォ                 | マイケル・ルース                                                   | ゲイリー・ワトソン                                                                          | フィリップ・スペース                                                    | トラヴィス・カン                                                                      | ジェイケス・アンドレ・シムズ                                                          |
| ブルース・ボグトロター     | クアン・フライ ジェイク・ベイリー ジェイムズ・ビースリー           | ジェイク・ベイリー ジェイムズ・ビースリー ザカリー・ハリス                                  | ジャック・ブロデリック                                                  | アンソニー・エイブラクマノフ ジョシュア・パーク イーサン・ピュース ジャック・リーズン | イーヴァン・グレイ ルーク・コーブ・マニクス メリキ・ハード                            |
| ラベンダー                 | ルビー・ブリドル レベッカ・ストール ミスティ・メイ・ティンドール   | ルビー・ブリドル ジェミマ・イートン エリー・サイモンズ                                      | フレニー・エイコバ                                                      | ゾイ・イングラム ルビー・ラホード シャニス・リム                                      | ケイシー・ウォルフォール キャシディ・ヘイゲル セレナ・クォドレイト                    |
| アマンダ・スリップ         | ケイティ・リー ジェイディ・ローズ・ホブソン ララ・ウィーヴァー     | リリー・レイト イソベル・モロイ ルーシー・メイ・ポラード                                    | ベアトリス・タルチン                                                    | アンバー・メイ パリス・ノーモフスキ メイ・ヤマダ                                      | ケイラ・アミスタッド キャシディ・ヘイゲル セレナ・クォドレイト                        |
| ナイジェル                 | アーサー・バーン アダム・スコットランド ジェイク・プラット         | ウィリアム・キーラー アルフィー・メンサー ジェイドン・ヴィン                                | ジャレッド・パーカー                                                    | イウァン・ハードマン ジェイコブ・リカストロ リーガン・ウォーカー                      | キャル・アレクサンダー メリキ・ハード ルーク・コーブ・マニカス                        |
| エリック                   | シヴァム・ガプタ ジャック・クリストウ トビー・マレイ               | トビー・マレイ ルイス・サク テッド・ウィルソン                                              | テッド・ウィルソン                                                      | カイル・バンフィールド ジョーイ・ゲイディン ケイラム・ロジャース                      | アリストトル・ロック ルーク・コーブ・マニカス セレナ・クァドレイト                    |
| アリス                     | ジェシカ・ドガタ エリー・サイモンズ アナベル・パーソンズ           | アリシア・ゴード ジェミマ・モーガン アナベル・パーソンズ                                    | エイヴァ・ディメアリー                                                  | アビゲイル・アドリアノ アヤンダ・ドラダ エリカ・パーマ                                | キャシディ・ヘイゲル ブリタニー・コニガティ カムデン・ゴンザレス セレナ・クォドレイト |
| ホーテンシア               | ジェシカ・アデア デイジー・ブロフィ シャイエン・サンダース         | オーナー・コックス フラー・ホウディク ケイティ・リー                                        | エマ・ハワード                                                          | メイヤ・アーヤ エリザ・キャロラン アリッサ・クッドル                                  | メーガン・マクガフ カムデン・ゴンザレス ブリタニー・コニガティ                        |
| トミー                     | チャーリー・キャラガン ケイラム・ヘンダーソン デンジル・サンプソン | トーマス・アトキンソン ジェイミー・ケイ ケイラム・ヘンダーソン                              | ジュダ・ベラミー                                                        | コディ・エティンホーセン レイトン・ホームズ ジオン・レンジ                            | メリキ・ハード ブリタニー・コニガティ ルーク・コーブ・マニカス カムデン・ゴンザレス   |
| レジナルド                 | エリオット・アリソン トーマス・マギャリティ ロバート・マッジ       | -                                                                                           | -                                                                       | -                                                                                     | -                                                                                     |

1. ^ ブロードウェイ公演にて「魔術師(The Escapologist)」はのちに「脱出魔術師(The Escape Artist)」に変更された。

### 著名な代役
ブロードウェイ公演
- トランチブル校長 – クレイグ・ビアーコ[75]

## 映画化
2013年6月、ティム・ミンチンは将来的な映画化計画について語った。ミンチンはインタビューにて「イギリス版だけでなく、ニューヨークに進出して全米ツアー公演も計画しており、4、5年以内に映画を製作するかもしれない」と語った。1996年の映画『マチルダ』で主演したマーラ・ウィルソンはカメオ出演の意欲を示した。2013年11月15日、『デイリー・メール』紙の記事において、ミュージカル『マチルダ』でトニー賞脚本賞を受賞したデニス・ケリーが映画版の脚本を手掛け、ミンチンが追加曲を作曲し、ウォーカスが監督と務めることが報じられた。ブロードウェイ公演の契約で、開幕後6年間は映画版の製作ができないため、早くても2019年の公開となる。にもかかわらず、2016年終盤には撮影が始まるとみられ、当初の計画より早く公開される可能性がある。

## 評価

### 2010年、RSCストラトフォード公演
批評家のマイケル・ビリントンは『ガーディアン』紙で5つ星中4つ星の評価をした。彼は小説からの舞台化、「活気ある音楽および歌詞」、演出、装置デザイン、演技、特にトランチブル校長役を演じたバーティ・カーブルの演技を称賛した。『インデペンデント』紙も5つ星中4つ星の評価をし、「ロイヤル・シェイクスピア・カンパニーは幅広い客層が楽しめるミュージカルで金脈を掘り当てた。ケリーによる舞台化は巧妙でウィットに富み、ミンチン作曲の複雑な新曲はダールによる物語を向上させている。ウォーカスの驚くほど稽古の行き届いたプロダクションはグロテスクなユーモアとハートウォーミングな痛烈さのちょうど良いバランスを見つけた」と語った。
ジャーナリストのチャールズ・スペンサーは『デイリー・テレグラフ』紙に満点の5つ星の評価をし、「華麗に軽妙で、覚えやすい曲、魅力的な振付、とても可愛く愉快な子役たち、バーティ・カーヴルのような素晴らしいスター…ケリーによる脚本はダールの物語の感情面を掘り下げ、ケリー独自の優れたジョークも追加され」、「楽しく、ハートウォーミングで、観客の心を掴む」と結論付けた。The Arts Desk のマット・ウルフは「大人が涙をぬぐっていることをニヤニヤして見ている子供をたくさん見掛けた」と語った。『ロンドン・イヴニング・スタンダード』紙のヘンリー・ヒッチングスも演技、演出、デザインを称賛し、ミンチンの曲は「様式と優れた巧妙さを巧みに使い分けたウィットに富んでいる」と語った。また彼は「作品を通して陽気であり、愛すべき『マチルダ』の魔法にかけられる。子供だけでなく大人も大いに楽しめる」と続けた。

### ロンドン公演
ロンドン公演での評価もとても高かった。『デイリー・エクスプレス』紙のジュリー・カーペンターは満点の5つ星評価をした上で「満点以上」と称し、「楽しさ、快活さ、残酷さ、素晴らしい振付の圧倒的で独創的なミックスで、開幕直後から舞台上の子供たちを応援したくなる。素晴らしい。」と語った。『イヴニング・スタンダード』紙のヘンリー・ヒッチングのレビューでも5つ星評価をされ、音楽、歌詞、脚本、装置デザイン、振付、演出、演技を称賛した。『ガーディアン』紙のレビューでは「このヒット公演を見逃すべきではない」と記された。5つ星評価の『デイリー・メール』紙のクエンティン・レッツは唯一「大仰」と指摘した。『ザ・ステージ』紙も満点の5つ星評価をした。『テレグラフ』において2010年にウエスト・エンドに進出したプロダクションについてスペンサーは以下のように記した:
 当初私はこの作品が何年も観客を魅了し続けるとは思ってもいなかった。ケリーの脚本は実際向上し、ダールのオリジナルの物語を深め、ウィットに富んだ覚えやすいミンチンの素晴らしい音楽と併せてあらすじと登場人物の理解がしやすくなった。脚本家と作曲家のセンス溢れる2人の作家がタッグを組んだ。『マチルダ』は残酷さと下品さが除かれ頓智がきいている。ウォーカスのスリリングでハートウォーミングなプロダクション、ロブ・ハウエルによる豊富なデザイン、ピーター・ダーリングによる洗練された振付が驚異およびコメディと融合している。子役および大人の演技、特にベイリーの演技は陽気で、ウォーカーとケイの演技は印象的で、ウォードの演技は感動的である。しかしこの公演のスターは バーティ・カーヴルであった。
『フィナンシャル・タイムズ』、『タイムズ』、『サンデー・タイムズ』はそれぞれ5つ星中4つ星の評価をしたが、やや批判的であった。『ニューヨーク・タイムズ』のベン・ブラントリーは「暗い物語を近年まれにみる明るいファンタジーに変化した甘く巧妙な作品」と記した。開幕から1年後、『タイム・アウト』誌は5つ星中4つ星の評価をし、カーヴルの降板を報じると同時に「やや長過ぎで突飛である」としたが「とても楽しい」と評価した。

### ニューヨーク公演
ニューヨークの批評家の多くはブロードウェイでの舞台化に高い評価をした。ブラントリーは「思いがけないほどの狡猾さと優雅さを兼ね備えた『マチルダ』は基本的な視点を私たちに植え付ける。それは言葉や言語、本や物語、防衛、攻撃、生き残りをかけた武器としての計り知れない価値などについてである。そして何よりこれは自分に自信を持つことについての陽気な物語である」と記した。彼は子役について「言葉に力強さ」があり、そのため「魅力的な歌詞」がとても聴きやすいと語った。『タイム』誌のリチャード・ゾグリンはこの公演について「シンプルだが独特な旋律および複雑な歌詞で舞台を織り成す音楽」と共に「ブロードウェイ・ミュージカルのフレッシュなスタート」とし、「舞台の全ての要素がまるで手作りで的確」と記した。彼は演出家のウォーカスについて「キャラクターを魅力的に見せているが、同時に静かな激しさも持ち合わせている」と記した。第二幕について「やや長過ぎ」とした他、「子供たちの甲高い声、イギリス訛り、音響により多くの歌詞が混同する」と記した。『ニューヨーク・ポスト』紙のエリザベス・ヴィンセンテリは「この作品は非常に魅力的で、ブロードウェイへの信頼を回復する」と語った。『ハリウッド・リポーター』のデイヴィッド・ルーニーは「1988年のロアルド・ダールの児童文学の独自の解釈」とし、「騒々しさと辛辣さ、グロテスクと脅威が転じてこの楽しい物語ができ、感情的強さにより作り上げられている」と語った。
『タイム・アウト・ニューヨーク』で作家のデイヴィッド・コートはブロードウェイで上演するにはイギリス寄り過ぎるのかどうか考察し、「『マチルダ』は子供ミュージカルであるが、子供についてのミュージカルではない。そのため若い観客やダールの熱狂的ファンに限って興味を持つかもしれない。『マチルダ』は驚くほど賢明で広く楽しめる作品であるのにもったいない」と記した。『トゥデイ』のレビューで「感動的で魅力的」とされた。イギリスの『テレグラフ』紙は5つ星中4つ星の評価をし、「ブロードウェイ進出に際し、より洗練された。全体的に見て、より騒々しく、より誇張され、ギルバーシャンは歌詞を翻訳するのではなく巧みに操った。しかし大きな心と知性はほぼそのまま残った」と語った。『ファイナンシャル・タイムズ』のブレンダン・レモンによるレビューでも5つ星中4つ星評価された。

## 受賞歴

### ロンドン公演
| 年   | 賞                         | 部門                   | ノミネート者                                                                                | 結果       | 脚注            |
| ---- | -------------------------- | ---------------------- | ------------------------------------------------------------------------------------------- | ---------- | --------------- |
| 2011 | 批評家サークル・シアター賞 | ミュージカル作品賞     | ミュージカル作品賞                                                                          | 受賞       | [ 102 ]         |
| 2011 | TMAアワードUK              | ミュージカル作品賞     | ミュージカル作品賞                                                                          | 受賞       | [ 103 ]         |
| 2011 | TMAアワードUK              | 演技賞                 | バーティ・カーヴル                                                                          | 受賞       | [ 103 ]         |
| 2011 | イヴニング・スタンダード賞 | ミュージカル作品賞     | ミュージカル作品賞                                                                          | 受賞       | [ 104 ]         |
| 2011 | イヴニング・スタンダード賞 | 男優賞                 | バーティ・カーヴル                                                                          | ノミネート | [ 104 ]         |
| 2011 | イヴニング・スタンダード賞 | 演出賞                 | マシュー・ウォーカス                                                                        | ノミネート | [ 104 ]         |
| 2011 | 英国作曲家賞               | 舞台作品賞             | ティム・ミンチン                                                                            | ノミネート | [ 106 ]         |
| 2012 | Whatsonstage.com賞         | 新作ミュージカル賞     | 新作ミュージカル賞                                                                          | 受賞       | [ 108 ]         |
| 2012 | Whatsonstage.com賞         | ミュージカル男優賞     | バーティ・カーヴル                                                                          | ノミネート | [ 108 ]         |
| 2012 | Whatsonstage.com賞         | ミュージカル女優賞     | クレオ・ディミトリオ ケリー・イングラム エレノア・ワーシントン・コックス ソフィア・キーリー | ノミネート | [ 108 ]         |
| 2012 | Whatsonstage.com賞         | ミュージカル助演男優賞 | ポール・ケイ                                                                                | ノミネート | [ 108 ]         |
| 2012 | Whatsonstage.com賞         | ミュージカル助演女優賞 | ローレン・ウォード                                                                          | ノミネート | [ 108 ]         |
| 2012 | Whatsonstage.com賞         | ロンドン新人賞         | ティム・ミンチン                                                                            | 受賞       | [ 108 ]         |
| 2012 | Whatsonstage.com賞         | 振付賞                 | ピーター・ダーリング                                                                        | 受賞       | [ 108 ]         |
| 2012 | Whatsonstage.com賞         | 演出賞                 | マシュー・ウォーカス                                                                        | ノミネート | [ 108 ]         |
| 2012 | Whatsonstage.com賞         | 装置デザイン賞         | ロブ・ハウエル                                                                              | 受賞       | [ 108 ]         |
| 2012 | ローレンス・オリヴィエ賞   | 新作ミュージカル作品賞 | 新作ミュージカル作品賞                                                                      | 受賞       | [ 112 ]         |
| 2012 | ローレンス・オリヴィエ賞   | ミュージカル男優賞     | バーティ・カーヴル                                                                          | 受賞       | [ 112 ]         |
| 2012 | ローレンス・オリヴィエ賞   | ミュージカル女優賞     | クレオ・ディミトリオ ケリー・イングラム エレノア・ワーシントン・コックス ソフィア・キーリー | 受賞       | [ 112 ]         |
| 2012 | ローレンス・オリヴィエ賞   | ミュージカル助演賞     | ポール・ケイ                                                                                | ノミネート | [ 112 ]         |
| 2012 | ローレンス・オリヴィエ賞   | 演出賞                 | マシュー・ウォーカス                                                                        | 受賞       | [ 112 ]         |
| 2012 | ローレンス・オリヴィエ賞   | 振付賞                 | ピーター・ダーリング                                                                        | 受賞       | [ 112 ]         |
| 2012 | ローレンス・オリヴィエ賞   | 装置デザイン賞         | ロブ・ハウエル                                                                              | 受賞       | [ 112 ]         |
| 2012 | ローレンス・オリヴィエ賞   | 衣裳デザイン賞         | ロブ・ハウエル                                                                              | ノミネート | [ 112 ]         |
| 2012 | ローレンス・オリヴィエ賞   | 照明デザイン賞         | ヒュー・ヴァンストン                                                                        | ノミネート | [ 112 ]         |
| 2012 | ローレンス・オリヴィエ賞   | 音響デザイン賞         | サイモン・ベイカー                                                                          | 受賞       | [ 112 ]         |
| 2013 | Whatsonstage.com賞         | ウエスト・エンド公演賞 | ウエスト・エンド公演賞                                                                      | ノミネート | [ 114 ]         |
| 2013 | ローレンス・オリヴィエ賞   | 観客賞                 | 観客賞                                                                                      | ノミネート | [ 116 ] [ 117 ] |
| 2014 | Whatsonstage.com賞         | ウエスト・エンド賞     | ウエスト・エンド賞                                                                          | 受賞       | [ 119 ]         |

### ブロードウェイ公演
| 年   | 賞                               | 部門                                                                | ノミネート者 | 結果       | 脚注            |
| ---- | -------------------------------- | ------------------------------------------------------------------- | --- | ---------- | --------------- |
| 2013 | トニー賞                         | ミュージカル作品賞                                                  | ミュージカル作品賞 | ノミネート | [ 120 ] [ 121 ] |
| 2013 | トニー賞                         | ミュージカル脚本賞                                                  | デニス・ケリー | 受賞       | [ 120 ] [ 121 ] |
| 2013 | トニー賞                         | オリジナル楽曲賞                                                    | ティム・ミンチン | ノミネート | [ 120 ] [ 121 ] |
| 2013 | トニー賞                         | ミュージカル主演男優賞                                              | バーティ・カーヴル | ノミネート | [ 120 ] [ 121 ] |
| 2013 | トニー賞                         | ミュージカル助演男優賞                                              | ゲイブリエル・イーバート | 受賞       | [ 120 ] [ 121 ] |
| 2013 | トニー賞                         | ミュージカル助演女優賞                                              | ローレン・ウォード | ノミネート | [ 120 ] [ 121 ] |
| 2013 | トニー賞                         | ミュージカル演出賞                                                  | マシュー・ウォーカス | ノミネート | [ 120 ] [ 121 ] |
| 2013 | トニー賞                         | 振付賞                                                              | ピーター・ダーリング | ノミネート | [ 120 ] [ 121 ] |
| 2013 | トニー賞                         | 編曲賞                                                              | クリストファー・ナイティンゲイル | ノミネート | [ 120 ] [ 121 ] |
| 2013 | トニー賞                         | ミュージカル装置デザイン賞                                          | ロブ・ハウエル | 受賞       | [ 120 ] [ 121 ] |
| 2013 | トニー賞                         | ミュージカル衣装デザイン賞                                          | ロブ・ハウエル | ノミネート | [ 120 ] [ 121 ] |
| 2013 | トニー賞                         | ミュージカル照明デザイン賞                                          | ヒュー・ヴァンストン | 受賞       | [ 120 ] [ 121 ] |
| 2013 | トニー賞                         | 特別賞                                                              | ソフィア・ゲヌサ オーナ・ローレンス ベイリー・ライオン ミリー・シェイピロ | 受賞       | [ 120 ] [ 121 ] |
| 2013 | ドラマ・リーグ賞                 | ブロードウェイ/オフ・ブロードウェイ・ミュージカル・プロダクション賞 | ブロードウェイ/オフ・ブロードウェイ・ミュージカル・プロダクション賞 | ノミネート | [ 123 ]         |
| 2013 | ドラマ・リーグ賞                 | 演技賞                                                              | バーティ・カーヴル | ノミネート | [ 123 ]         |
| 2013 | 外部批評家サークル賞             | 新作ブロードウェイ・ミュージカル賞                                  | 新作ブロードウェイ・ミュージカル賞 | ノミネート | [ 124 ]         |
| 2013 | 外部批評家サークル賞             | ブロードウェイ/オフ・ブロードウェイ・ミュージカル脚本賞             | ブロードウェイ/オフ・ブロードウェイ・ミュージカル脚本賞 | 受賞       | [ 124 ]         |
| 2013 | 外部批評家サークル賞             | 振付賞                                                              | ピーター・ダーリング | ノミネート | [ 124 ]         |
| 2013 | 外部批評家サークル賞             | 装置デザイン賞                                                      | ロブ・ハウエル | 受賞       | [ 124 ]         |
| 2013 | 外部批評家サークル賞             | ミュージカル男優賞                                                  | バーティ・カーヴル | ノミネート | [ 124 ]         |
| 2013 | ドラマ・デスク・アワード         | ミュージカル作品賞                                                  | ミュージカル作品賞 | 受賞       | [ 125 ]         |
| 2013 | ドラマ・デスク・アワード         | ミュージカル脚本賞                                                  | デニス・ケリー | 受賞       | [ 125 ]         |
| 2013 | ドラマ・デスク・アワード         | ミュージカル助演男優賞                                              | バーティ・カーヴル | 受賞       | [ 125 ]         |
| 2013 | ドラマ・デスク・アワード         | ミュージカル演出賞                                                  | マシュー・ウォーカス | ノミネート | [ 125 ]         |
| 2013 | ドラマ・デスク・アワード         | 振付賞                                                              | ピーター・ダーリング | ノミネート | [ 125 ]         |
| 2013 | ドラマ・デスク・アワード         | 作詞賞                                                              | ティム・ミンチン | 受賞       | [ 125 ]         |
| 2013 | ドラマ・デスク・アワード         | 装置デザイン賞                                                      | ロブ・ハウエル | 受賞       | [ 125 ]         |
| 2013 | ニューヨーク演劇批評家サークル賞 | ミュージカル作品賞                                                  | ミュージカル作品賞 | 受賞       | [ 126 ]         |
| 2013 | シアター・ワールド・アワード賞   | シアター・ワールド・アワード賞                                      | バーティ・カーヴル | 受賞       | [ 127 ]         |
| 2014 | グラミー賞                       | ミュージカル・シアター・アルバム賞                                  | バーティ・カーヴル, ソフィア・ゲヌサ, オーナ・ローレンス, ベイリー・ライオン, ミリー・シャピロ、ローレン・ウォード(主要キャスト); マイケル・クロイター, ヴァン・ディーン、クリス・ナイティンゲイル(プロデューサー); ティム・ミンチン(作詞作曲) | ノミネート |                 |